# Dumbrăvești
Dumbrăvești is een Roemeense gemeente in het district Prahova.
Dumbrăvești telt 3737 inwoners.